# Bernhard Sebastian von Nau

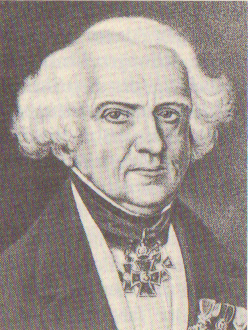
Sebastian von Nau

Bernhard Sebastian von Nau (* 13. März 1766 in Mainz; † 15. Februar 1845 ebenda) war ein deutscher Kameralist, Naturforscher und Mitglied der Ständeversammlung des Großherzogtums Frankfurt.

## Familie
Sebastian von Nau war der Sohn des kurmainzerischen Rentenassessors Johann Nau und dessen Frau Magdalene Antonia geborene Marcloff. Er heiratete 1796 in Mainz Agnes geborene Schneider.

## Leben und Wirken

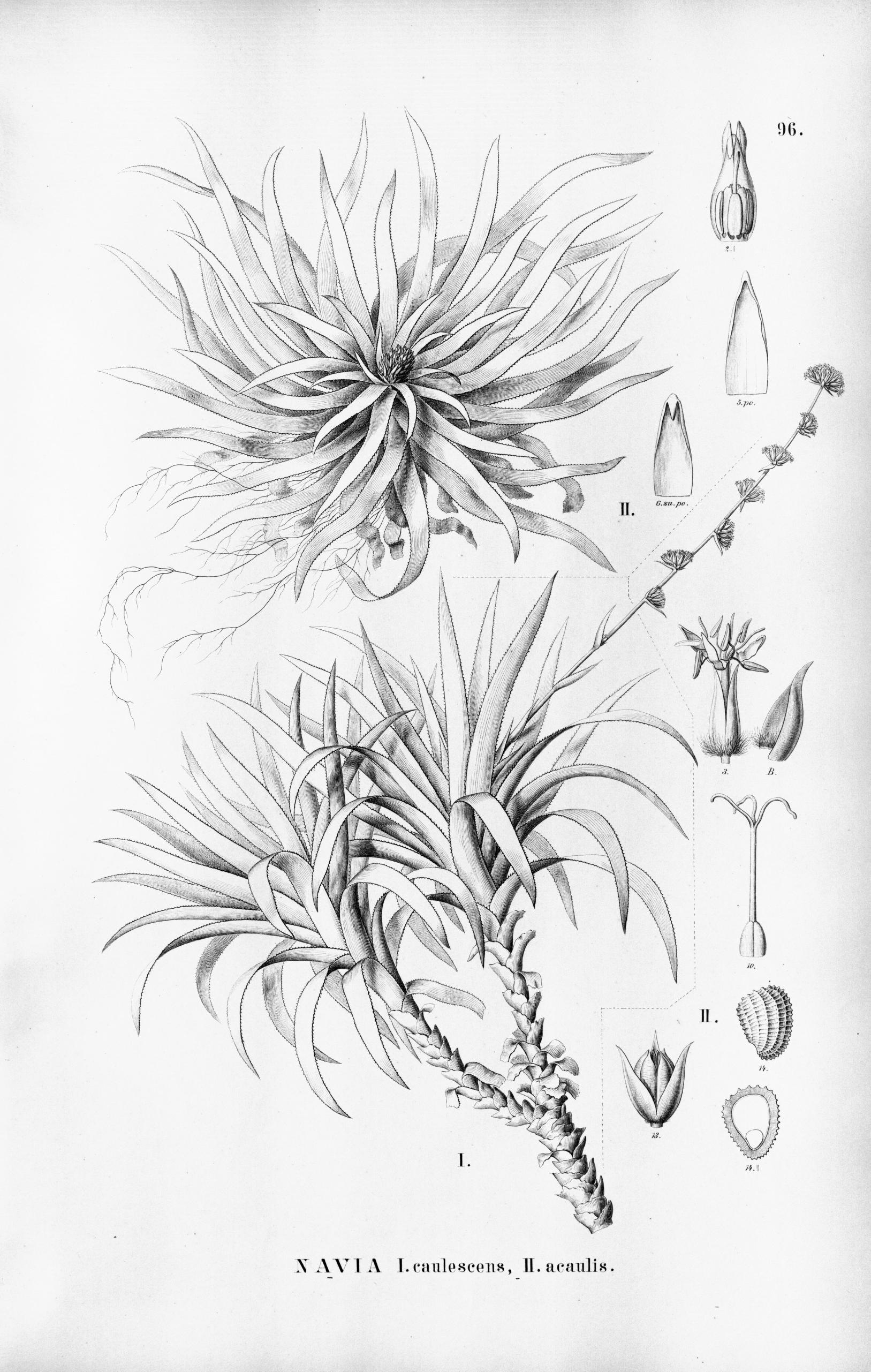
Illustration von Navia caulescens, Typusart der nach Nau benannten Bromeliengattung Navia

Nach der schulischen Ausbildung in seiner Heimatstadt Mainz habilitierte Nau hier 1786 im Alter von 20 Jahren als Privatdozent an der Universität mit einer naturgeschichtlichen Arbeit über die Fische. 1788 wurde er außerordentlicher Professor der Kameralfakultät mit dem Charakter als Hofrat. 1791 wurde er ordentlicher Professor der Polizeiwissenschaft und Statistik und 1793 übernahm er zudem die Professur über die Naturgeschichte. In dieser Zeit seiner lehramtlichen Tätigkeiten veröffentlichte er zahlreiche land-, forst- und bergbauwissenschaftliche Publikationen mit besonderem Fokus auf die Naturgeschichte. Neben seinen literarischen und lehramtlichen Tätigkeiten wird er 1790 kurfürstlicher Hofgerichtsrat, 1795–1796 Regierungskommissar des österreichischen Militärgouverneurs, Mitglied der Bergkommission, Beisitzer des Direktoriums des Armeninstituts und schließlich 1797 Legationssekretär am Rastatter Kongress, was mit seinem Ausscheiden aus dem Lehramt einherging.

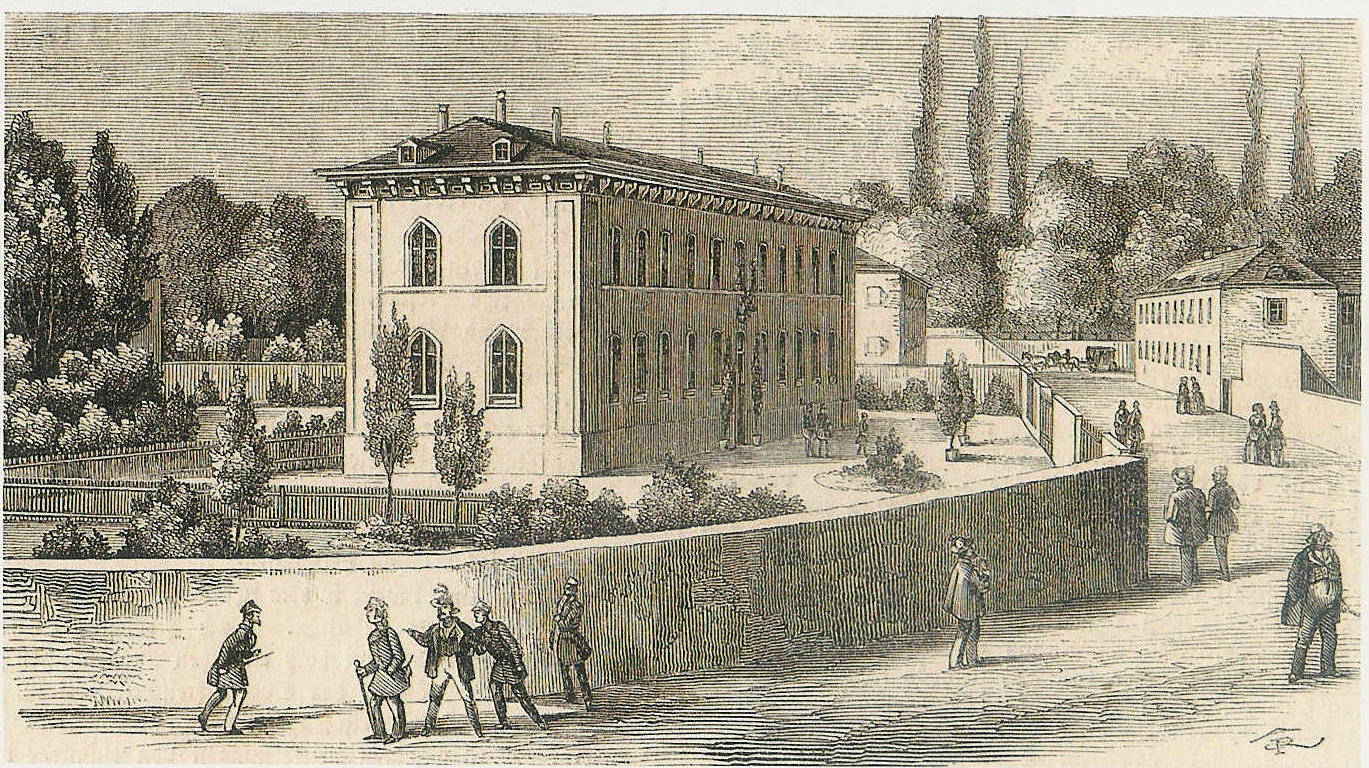
Bayerische Forstlehranstalt 1847

Nach dem Abbruch des Kongresses und seiner Rückkehr 1799 nach Mainz, ließen ihn „heimatliche Intrigen“ nach Aschaffenburg abwandern. Hier zuerst nur schriftstellerisch tätig gründete er 1807 zusammen mit Johann Josef Ignaz von Hoffmann und Eduard Knodt von Helmenstreit (1778–1864) die Forstliche Hochschule Aschaffenburg als ein Privatinstitut, wo er auch als Professor wirkte. In Hanau gehörte er 1808 zu den Gründungsmitgliedern der Wetterauischen Gesellschaft, dessen „auswärtiger Direktor“ er von 1809 bis 1810 war. Das Angebot des französischen Ministeriums erneut die Professur für Naturgeschichte in Mainz zu übernehmen, lehnte er ab. Stattdessen übernahm er 1810 das Präsidium des Landrats, wurde Mitglied und Sekretär der Landstände des Großherzogtums Frankfurt, die im Hanauer Stadtschloss tagten. Zusätzlich berief man ihn 1811 zum Direktor aller Zuckerfabriken im Großherzogtum.
Zur Zeit der post-napoleonischen Restauration übernahm er eine Reihe höchst verantwortungsvoller Aufgaben. 1814 wurde er Oberkommissär bei dem neuen Festungsbau der Stadt Hanau. Danach war er im Auftrag des österreichischen Gouvernements des Großherzogtums Frankfurt in einer geheimen Mission beim Fürsten Metternich in Paris, Vorsitzender der Liquidations-Kommission zwischen Bayern und Russland. 1815 wirkte er als Mitglied der gemeinschaftlichen österreichisch-bayerischen Regierung in Worms, nach deren Auflösung er zum bayerischen Bevollmächtigten bei der Zentralkommission für die Rheinschifffahrt in Mainz ernannt wurde. Als Mitglied der Bayerischen Akademie der Wissenschaften und der Anstellung als erster Konservator der mineralischen Sammlungen, in Verbindung mit einer Professur der Naturgeschichte, ergab sich 1820 für ihn nochmals die Möglichkeit in sein früheres Arbeitsfeld der Lehrtätigkeit zurückzukehren. Aber bereits 1821 zog es ihn wieder auf seinen Posten als Bevollmächtigter bei der Rheinschifffahrtskommission nach Mainz zurück. 1831 wirkte er noch bei der Abschließung des Rheinschifffahrtsvertrages mit und wurde in dessen direkter Folge zum Wirklichen Geheimen Rat ernannt.

## Verdienste und Ehrungen
Angesichts seiner weitreichenden Kenntnisse wurde Nau die Mitgliedschaft in zahlreichen wissenschaftlichen Vereinigungen und gelehrten Gesellschaften gewährt:
- 1788 Gesellschaft Naturforschender Freunde zu Berlin
- 1789 Kursächsische Ökonomische Gesellschaft in Leipzig, heute Leipziger Ökonomische Sozietät
- 1790 Kurfürstlich-Mainzer Akademie nützlicher Wissenschaften zu Erfurt, heute Akademie gemeinnütziger Wissenschaften
- 1790 Kurpfalz-Bayrische Gesellschaft sittlicher und landwirtschaftlicher Wissenschaften zu Burghausen
- 1790 Naturforschende Gesellschaft in Zürich
- 1793 Deutschen Physikalischen Gesellschaft Göttingen
- 1808 Wetterauischen Gesellschaft für die gesamte Naturkunde in Hanau
- 1817 Naturforschende Gesellschaft in Marburg
- 1828 Senckenberg Gesellschaft für Naturforschung zu Frankfurt am Main
- 1828 Gesellschaft für Nassauische Geschichts- und Altertumskunde, heute Verein für Nassauische Altertumskunde und Geschichtsforschung
- 1829 Verein für Naturkunde im Herzogtum Nassau zu Wiesbaden, heute Nassauischer Verein für Naturkunde

Als Auszeichnung verschiedener Staaten erhielt Nau folgende Orden und Titel:
- Russischer Orden der Heiligen Anna II. Klasse
- Zivilverdienstorden der Bayerischen Krone
- Komtur des ö.-k. Leopold-Ordens
- Kommandeur des Großherzoglich Hessischen Ludwigsordens
- Ritter des Roten Adlerordens III. Klasse, durch König Friedrich Wilhelm III. von Preußen

Nau zu Ehren benannte Johann Jakob Kaup das prähistorische Wassermoschustier Dorcatherium naui und Carl Friedrich Philipp von Martius die Bromeliengattung Navia (non Nauia)

## Werke (Auswahl)
- Tabellarischer Entwurf der Naturgeschichte (mit Georg Zinner). Johann Joseph Ales, Mainz, 1784, 64 S. Digitalisat
- Oekonomische Naturgeschichte der Fische in der Gegend von Mainz. Schiller, Mainz, 1787, 120 S. Digitalisat
- Anleitung zur deutschen Landwirtschaft. Kurfürstlich-Privilegierte Universitätsbuchhandlung, Mainz, 1788, 302 S. Digitalisat
- Bibliothek der gesammten Naturgeschichte* (mit Johann Fibig). Varrentrapp & Wenner, Frankfurt am Main & Mainz, Bd. 1, 1789, 742 S. Digitalisat; Bd. 2, 1790, 748 S. Digitalisat
- Beschreibung einer auf Befehl der Regierung nach den Norden gemachten Reise (mit Johann Fibig). Hermann, Frankfurt am Main, 1790, 628 S. Digitalisat
- Anleitung zur Bergbauwissenschaft. Kurfürstlich-Privilegierte Universitätsbuchhandlung, Mainz, 1790, 318 S. Digitalisat
- Erste Linien der Kameralwissenschaft. Varrentrapp & Wenner, Frankfurt am Main & Mainz, 1789, 444 S.
- Theoretisch-praktisches Handbuch für Oekonomie, Bergbaukunde, Technologie und Thierarzneywissenschaft. Orell, Geßner & Füßli (Hrsg.), Zürich, Bd. 1, 1791, 744 S. Digitalisat; Bd. 2, 1791, 802 S. Digitalisat
- Praktische Anweisung, gute Weingärten anzulegen, zu unterhalten, und schlechte zu verbessern. Kurfürstlich-Privilegierte Universitätsbuchhandlung, Mainz, 1791, 64 S. Digitalisat
- Geschichte der Deutschen in Frankreich und der Franzosen in Deutschland und den angraenzenden Laendern. Esslinger, Friedrich (Hrsg.), Frankfurt am Main, Bd. 1, 1794, 382 S. Digitalisat; Bd. 2, 1794, 440 S. Digitalisat
- Grundsätze des Völkerseerechts. Hoffmann, Benjamin Gottlob (Hrsg.), Hamburg, 1802, 448 S. Digitalisat
- Praktische Anweisung über den Weinanbau. Andreäischen Buchhandlung, Frankfurt am Main, 1804, 101 S. Digitalisat
- Vermischte Aufsätze über Land- und Forstwissenschaft. Andreäischen Buchhandlung, Frankfurt am Main, 1804, 156 S. Digitalisat
- Entwurf einer Polizeiverordnung gegen die weitere Verbreitung der westindischen Pest. Andreäischen Buchhandlung, Frankfurt am Main, 1805, 156 S. Digitalisat
- Notizen aus dem Gebiete der Physik für Artilleristen. Johann Wirth, Mainz, 1829, 64 S. Digitalisat, (Digitalisat)